# Dora Postigo
Dora Postigo Salvatore (Madrid, 9 de abril del 2004) es una actriz, modelo y cantante española. Es hija de la modelo Bimba Bosé y el músico Diego Postigo.

## Biografía
Nació el 9 de abril de 2004 en Madrid (España) en el seno de una familia de artistas, siendo su madre la modelo Bimba Bosé y su padre, el músico y realizador Diego Postigo. Es bisnieta, por parte de madre, de la popular actriz Lucía Bosè y del torero Luis Miguel Dominguín, así como sobrina-nieta de Miguel Bosé y Paola Dominguín. Por ende, es la nieta de los artistas Alessandro Salvatore y Lucía Dominguín. Tiene una hermana, June, nacida en 2011.
Empezó a tocar el piano con cinco años, y con nueve ya estaba haciendo sus propias versiones de temas de Ella Fitzgerald o Kendrick Lamar.
Comenzó a subir vídeos a YouTube dos años después, recibiendo muchas visitas. Esto le sirvió para convertirse en la vocalista del grupo Creative Junior Big Band tan sólo un año después.

## Trayectoria profesional
Realizó su primer concierto, en compañía de su padre y su hermana, en el año 2017. Empezó a componer sus propias canciones con 13 años, captando la atención del productor Pional, que la ayudó a producir su primer álbum. En 2019 lanzó su primer sencillo al mercado titulado «Saving star», contando, por aquel entonces, con casi dos millones de visualizaciones en Spotify. Meses después, lanzó el sencillo «Call me back», que cuenta con más de siete millones de visualizaciones en la misma plataforma. En 2020 estrenó el sencillo «Ojos de serpiente» en el programa de televisión Operación Triunfo, compuesto por ella misma y cuyo videoclip estuvo dirigido por Paco León. En marzo de 2021 lanzó el tema «Quiéreme» y «La Bestia», meses después, junto a Delaporte.
En noviembre de 2018 debutó como modelo para la firma de David Delfín. Tres años más tarde, se anunció también su debut en el mundo de la actuación, con un papel protagonista, para la película Rainbow, dirigida por Paco León para emitirse en Netflix, cuyo rodaje comenzó en verano de ese mismo año.

## Discografía
- «Saving Star» (2019)
- «Call Me Back» (2019)
- «Home» (2019)
- «Ojos de serpiente» (2020)
- «Stay» (2020)
- «Hoy» (2020)
- «Oxena» (2020)
- «Quiéreme» (2021)
- «La Bestia» ft. Delaporte (2021)
- «Sorry» (2021)
- «Flores de abril» (2022)
- «IM PRESS» (2022)
- «Sin prisa no quiero morir» (EP) (2022)
- «Te vas» (2022)
- «Melodie» (con Moodoïd) (2023)
- «Nada que perder» (2023)
- «Marceline» (2024)
- «Play»  (2024)
- «Camino a Roma» (2024)
- «Cuando no estás» (2024)

## Filmografía

### Cine
| Año  | Título  | Personaje | Director  | Notas        |
| ---- | ------- | --------- | --------- | ------------ |
| 2022 | Rainbow | Dora      | Paco León | Protagonista |

### Televisión
| Año  | Título              | Rol        | Canal     | Notas            |
| ---- | ------------------- | ---------- | --------- | ---------------- |
| 2016 | Levántate All Stars | Ella misma | Telecinco | Artista invitada |
| 2018 | Alaska y Mario      | Ella misma | MTV       | Invitada         |
| 2020 | Operación Triunfo   | Ella misma | TVE       | Artista invitada |
| 2020 | La resistencia      | Ella misma | Movistar+ | Invitada         |